# Тринидадская лейбористская партия
Тринидадская лейбористская партия (англ. Trinidad Labour Party, TLP) — бывшая политическая партия в Тринидаде и Тобаго, существовавшая с перерывом с 1934 по 1981 год. Возникла в 1934 году, когда профсоюзная организация Ассоциация рабочих Тринидада (Trinidad Workingmen's Association) сменила название и стала первой в стране партией.

## История
Партия была первоначально профсоюзом «Ассоциация рабочих Тринидада». Его лидер Артур Эндрю Сиприани (Чиприани) был избран в Законодательный совет на выборах 1925 года. В 1934 году профсоюз был переименован в Тринидадскую лейбористскую партию, став первой политической партией в стране. Целью партии было реформирование системы колонии изнутри посредством ряда постепенных улучшений для рабочих. Однако экономические проблемы, вызванные Великой депрессией 1930-х годов, затрудняли прогресс.
Более того, вскоре основные голоса рабочих перешли к партии Батлера, которая была более радикальной. Партия Батлера поддерживала забастовки и беспорядки в 1930-х годах, в то время как Лейбористская партия выступала против них.
На выборах 1946 года, первых выборах после введения всеобщего избирательного права, Тринидадская лейбористская партия получила всего 1,1 % голосов и ни одного места Законодательного совета. На выборах 1950 года доля голосов партии увеличилась до 7,9 %, и она получила два места парламента. На следующих выборах 1956 года она выступала как коалиция Тринидадская лейбористская партия — Партия национального развития и сохранила оба места. В 1957 году партия объединилась с Демократической лейбористской партией, которая существовала до 1971 года.
После этого партия на какое-то время была восстановлена перед выборами 1981 года, но получила всего 34 голоса, не смогла получить представительство в парламенте, после чего ушла из политической жизни страны.